# 부분집합

부분집합 관계를 표현한 벤 다이어그램. A는 B의 부분집합이다.

집합론에서 집합 B의 부분집합(部分集合, 영어: subset) A는, 모든 원소가 B에도 속하는 집합이다. 이런 관계를 주로 A ⊆ B라 표기한다. 예를 들어 집합 {1, 2}는 {1, 2, 3}의 부분집합이다. 벤 다이어그램에서는 부분집합 관계를 하나가 하나를 완전히 감싼 두 원으로 나타낸다. A = B인 경우에도 A는 B의 부분집합이 되는데, 그렇지 않은 부분집합을 진부분집합(眞部分集合, 영어: proper subset)이라고 한다.
임의의 집합의 원소에 일정한 제약을 가해 그 집합의 부분집합을 만들 수 있다. 이는 ZFC의 분류 공리꼴에도 반영된다.
집합의 모든 부분집합을 모아놓은 집합을 멱집합이라고 한다.

## 정의, 용어, 표기법
집합 A, B가 주어졌을 때, A의 모든 원소가 B의 원소인 경우, 즉
{\displaystyle \forall x\in A:x\in B}
가 성립하는 포함된다', 또는 B가 A를 포함한다(영어: include, contain)고도 한다. 기호로는
{\displaystyle A\subseteq B} 또는 {\displaystyle B\supseteq A}
로 나타낸다.
A가 B의 부분집합이지만 같지는 않은 경우, 즉 A가 B의 부분집합이고, A에 속하지 않는 B의 원소가 적어도 하나 존재하는 경우, A는 B의 진부분집합이라고 한다. 기호로는
{\displaystyle A\subsetneq B} 또는 {\displaystyle B\supsetneq A}
로 나타낸다.
때로는 부분집합, 진부분집합 관계를 각각 {\displaystyle \subset ,\subsetneq } 기호로 나타내거나, 각각 {\displaystyle \subseteq ,\subset }로 나타낸다.
드물게 A가 B의 부분집합이라 하는 대신 B가 A의 초집합(超集合) 또는 상위집합(上位集合, 영어: superset), A가 B의 진부분집합이라 하는 대신 B가 A의 진초집합 또는 진상위집합이라 표현하는 경우도 있다.
== 다음에서 A,B,C는 집합, S는 전체집합이다.
- 공집합 ∅은 모든 집합의 부분집합이다.
- A ⊆ A
- A ⊆ B 이고 B ⊆ A 이면, A = B이며, 또한 역도 참이다.
- A ⊆ B 이고 B ⊆ C 이면, A ⊆ C이다.
- A ⊆ S
- A ⊆ (A ∪ B)
- A ⊆ C 이고 B ⊆ C 이면, (A ∪ B) ⊆ C
- A ∩ B ⊆ A
- C ⊆ A 이고 C ⊆ B 이면, C ⊆ (A ∩ B)
- 다음은 동치이다.
  - A ⊆ B
  - A ∩ B = A
  - A ∪ B = B
  - A − B = ∅
  - B의 여집합 ⊆ A의 여집합

## 예
(부분집합 관계가 만족하는 더 많은 성질은 여기 참고)
모든 집합은 공집합과 자기 자신을 부분집합으로 갖는다. 어떤 집합의 부분집합을 모두 모아놓은 집합을 그 집합의 멱집합이라고 하는데, 이는 자연히 적어도 공집합과 그 집합을 원소로 둔다. 부분집합 관계는 집합의 멱집합 위에서 자주 다루어지며, 이는 부분순서의 전형적인 예이다.

## 같이 보기
- 멱집합
- 전체집합